# Carabini
Los carabinos (Carabini) son una tribu de coleópteros adéfagos perteneciente a la familia Carabidae. 

## Subtribus
Tiene las siguientes subtribus:
- Carabina Latreille, 1802
- Ceroglossina Lapouge, 1927